# Mallochohelea shibayai
Mallochohelea shibayai är en tvåvingeart som först beskrevs av Tokunaga 1940.  Mallochohelea shibayai ingår i släktet Mallochohelea och familjen svidknott. Inga underarter finns listade i Catalogue of Life.